# الشاهر (الرقة)
الشاهر قرية سورية تتبع ناحية الكرامة في منطقة مركز الرقة في محافظة الرقة. بلغ عدد سكانها 1819 نسمة في عام 2004 حسب إحصاء المكتب المركزي للإحصاء.